# Ronald Speirs
Ronald C. Speirs (1920. április 20. – 2007. április 11.) az Egyesült Államok hadseregének tisztje volt, a második világháború alatt a 101. légi szállítású hadosztály 506. ejtőernyős gyalogezredénél szolgált. 
Speirst a normandiai invázió előtt áthelyezték a "D" Dog századhoz. Később az "Easy" századot vezényelte Bastogne-ban.
Speirst a Matthew Settle alakította az HBO Band of Brothers című minisorozatban

## Élete a háború előtt
Speirs a skóciai Edinburgh-ben született 1920-ban, még gyerek volt, mikor a család 1924-ben az Egyesült Államokba, Bostonba emigrált.
A középiskolában katonai kiképzést kapott 
Speirs ezután önként jelentkezett az ejtőernyősök közé. Szakaszvezetőként szolgált a Dog századnál a georgiai Toccoa kiképzőtáborban.

## A világháborúban
Speirsnek 1944. június 6-án, a D napon, Normandiában volt az első harci ugrása. A földetérése után gyorsan találkozott századának tagjaival. A katonáival segítettek az Easy századnak, ahol megsemmisítették a negyedik 105 mm-es üteget. 
St. Marie-du-Mont közelében parancsot kaptak, hogy tartsák a pozíciót. Egy ittas őrmester nem volt hajlandó engedelmeskedni, meg akarta támadni a németeket.
Speirs másodjára is parancsot adott, de az őrmester visszautasította, és a puskája után nyúlt. Speirs ismét figyelmeztette az őrmestert, aki Speirsre emelte a puskáját. Ekkor Speirs önvédelemből lelőtte az őrmestert. Az egész szakasz szemtanúja volt az eseménynek. 
Speirs hadnagy azonnal jelentette az esetet parancsnokának, Jerre S Gross századparancsnoknak. 
Gross századparancsnok a helyszínre ment és miután megkapta az összes információt, indokoltnak ítélte az önvédelmet. Gross kapitány a másnapi csatában elesett, és az incidenst soha nem vizsgálták tovább.
Amikor az Easy század a németek által megszállt Foy városát akarta bevenni, a parancsnokuk, Norman Dike rosszul vezette a támadást, elakadtak, ezt látva a zászlóalj vezető tisztje, Richard Winters százados megparancsolta Speirsnek, hogy mentse fel Dike-ot és ő vezesse a támadást. Speirs kiválasztása véletlenszerű volt. Winters később elmondta, hogy Speirs volt az első tiszt, akit meglátott, amikor megfordult. Speirs sikeresen átvette a támadást, és győzelemre vezette az Easy századot. 
A csata során Dike hadnagy utasította az Item századot, hogy a várost kerülje meg, a parancs visszavonását nem kapta meg a század, mivel nem volt rádiójuk, így maga Speirs átfutott a városon és a német vonalon, szólt a századnak, majd visszarohant a németek által megszállt városon keresztül.
Nem sokkal később az Easy század parancsnoka lett és ebben a pozícióban maradt a háború hátralévő részében. 

## Koreai háborúban
Speirs ezután visszatért az Egyesült Államokba, és úgy döntött, hogy a hadseregben marad. A koreai háborúban is szolgált, ahol egy harci ugrást hajtott végre, és a háború végéig egy puskás századot irányított. 1951. március 23-án részt vett a Tomahawk hadműveletben, amelyben ejtőernyővel ugrott be Munsanba közel 3500 másik katonával az egységében (187. ezred). Zászlóaljának kezdeti küldetése a földetérési zóna biztosítása volt, ez sikerült is, negyven-ötven ellenséges katona halálát okozva.

## Hidegháborúban
Korea után Speirs 1956-ban részt vett egy orosz nyelvtanfolyamon és összekötő tisztként a szolgált a Vörös Hadsereggel, a kelet-németországi Potsdamba osztották be.
1958-ban Spandau börtön parancsnoka lett, ahol olyan nácik is raboskodtak, mint Rudolf Hess és Albert Speer. 
Albert Speer a könyvében említést tesz egy nagyorrú, irritáló parancsnokról. Ezt a férfit később Speirsként azonosították.
1962-ben Speirs tagja volt az Egyesült Államok Laoszi Királyi Hadsereg missziójának, ahol kiképzőtisztként szolgált a Mobile Training Team-ben (MTT) a White Star hadműveletben.

## Későbbi élete
1964-ben alezredesként vonult nyugdíjba a hadseregtől.
Bár általában nem vett részt az Easy század éves összejövetelein, Speirs többször találkozott néhány Easy század taggal, és egy találkozón részt vett 2001-ben. 
2007. április 11-én halt meg a Montana állambeli Saint Marie-ban, ahol feleségével éltek. Fia, Robert és 3 unokája maradt. 2 mostohafia, 1 mostohalánya, 6 unokája és 10 dédunokája volt.

## Forrás
- Ronald Speirs élete. (Hozzáférés: 2023. április 26.)
- Ronald Speirs emlékére készített honlap. (Hozzáférés: 2023. április 26.)